# コール・ミー・ミスター (映画)
コール・ミー・ミスター (英語: Call Me Mister) は、1951年のアメリカ合衆国の20世紀フォックス公開のテクニカラー・ミュージカル映画。1946年のアルバート・E・ルウィン、バート・スタイラー脚本、ハロルド・ローム作詞・作曲によるブロードウェイ・ミュージカル『コール・ミー・ミスター』を基に脚色し、ロイド・ベーコンが監督を務めた。
テクニカラーで撮影され、ベティ・グレイブル、ダン・デイリー、およびダニー・トーマスが主演し、デイル・ロバートソン、ベネ・ヴェヌータ、リチャード・ブーンが共演した。舞台版においてロームにより作曲された曲は数曲のみが映画で使用された。

## 背景
舞台版『コール・ミー・ミスター』の映画化であるが、グレイブルが主演した1941年の映画『英空軍のアメリカ人』のリメイクでもあった。この映画はグレイブルにとって興行収入において成功した最後の作品とされる。グレイブルとダン・デイリーはこれまで何度か共演してきたが、『コール・ミー・ミスター』が最後の共演となった。『コール・ミー・ミスター』は興行収入においてはまずまずの成功であった。

## あらすじ
第二次世界大戦後の連合国軍占領下の日本において、シェプ・ドゥーリー軍曹(ダン・デイリー)と元妻ケイ・ハドソン(ベティ・グレイブル)が慰問公演を行なう。

## 出演者
- ベティ・グレイブル： ケイ・ハドソン
- ダン・デイリー : シェプ・ドゥーリー軍曹
- ダニー・トーマス : スタンリー・ポポプリス上等兵
- デイル・ロバートソン : ジョニー・コムストック大佐
- ベネイ・ヴェヌータ : ビリー・バートン
- リチャード・ブーン : 給食係陸曹
- ジェフリー・ハンター : キッド
- フランク・フォンテーン : 曹長
- ダンヒル・トリオ : ダンサーズ

## サウンドトラック
- Call Me Mister
  - 作曲: ハロルド・ローム
  - パフォーマンス: クレジット中のコーラス
  - リプライズ: ベティ・グレイブル、ダン・デイリー
- Japanese Girl Like 'Merican Boy [4]

- - 作曲: サミー・フェイン
  - 作詞: マック・ゴードン
  - 歌唱・ダンス: ベティ・グレイブル、コーラス
- I'm Gonna Love That Guy Like He's Never Been Loved Before
  - 作曲: フランシス・アシュ
  - パフォーマンス: ベティ・グレイブル、男性コーラス
- Lament to the Pots and Pans
  - 作曲: アール・K・ブレント
  - 作詞: ジェリー・シーラン
  - パフォーマンス: ダニー・トーマス
- Goin' Home Train
  - 作曲: ハロルド・ローム
  - パフォーマンス: ボビー・ショート、男性コーラス
- I Just Can't Do Enough for You, Baby
  - 作曲: サミー・フェイン
  - 作詞: マック・ゴードン
  - パフォーマンス: ベティ・グレイブル、ダン・デイリー
- Military Life
  - 作曲: ハロルド・ローム
  - 作詞改変: ジェリー・シーラン
  - パフォーマンス: ダニー・トーマス
- Love is Back in Business
  - 作曲: サミー・フェイン
  - 作詞: マック・ゴードン
  - パフォーマンス: ベティ・グレイブル、ダン・デイリー、ベネイ・ヴェヌータ、ダニー・トーマス